# Félix Clément
Félix-Jacques-Alfred Clément (París, 13 de gener de 1822 - idem. 23 de gener de 1885) fou un organista, compositor, musicòleg i professor de música.
Fou mestre de capella de diverses parròquies de París, entre aquestes la Sainte Chapelle, en la que executà diverses obres tretes dels manuscrits del segle XIII, que cridaren poderosament l'atenció. Per la seva iniciativa el ministre de Belles Arts decretà la fundació d'una escola de música religiosa. Com a crític demostrà els seus coneixements musicals i bon judici, però també una parcialitat portada a l'extrem, com acrediten les ridícules apreciacions que li van merèixer els compositors Berlioz i Wagner.
Va escriure obres didàctiques sobre el cant religiós, i diverses traduccions d'antics himnes. Se li deuen, entre d'altres, les obres i composicions musicals següents: Eucologe en musique selon le rit parisien (París, 1843) primera transcripció que es va fer del cant pla a la notació moderna; Chants de la Sainte Chapelle (1849), Recueil de melodies (1852), Carmina e poetis christianis excerpta... (1854), Méthode complete du plain chant (1854), Le paroissien romain (1854), Morceaux de musique religieuse (1855), Les Poetes chrétiens depuis le IVe. siècle jusqu'au siecle XVe. (1857), Recueil de choeurs (1858), Recueil de cantiques (1859), Methode d'orgue, d'harmonie et d'accompagnement; Le livre d'orguedu Paroissien romain; Histoire Générale de la musique religieuse (1861), Choix de séquences du moyen äge (1861), Nouveaux Cantiques des Enfants de Marie (1868), Musiciens célèbres depuis le XVIe siècle jusqu'a nos jours (1868), Dictionnaire lyrique, ou Histoire des Opéras (1869; Histoire abrégée des beaux arts (1878), i Histoire de la musique depuis les temps anciens.